# Милан Мушкатирович
Милан Мушкатирович (9 березня 1934 — 27 вересня 1993) — югославський ватерполіст.
Учасник Олімпійських Ігор 1960, 1964 років.
Срібний призер Чемпіонату Європи з водного поло 1958 року.
Срібний призер Середземноморських ігор 1963 року.